# Théodule le Syrien
Théodule, prêtre de Cœlé-Syrie, est mort à l'époque de Zénon (474-491). Les fragments qui restent de son œuvre sont centrés sur l'Écriture, mais deux d'entre eux ont aussi un aspect polémique contre les Manichéens et les Marcionites. C'est un représentant de l'école d'Antioche.

## Référence aux éditions
- CPG 6540-6544